# Francesca sparsa
Francesca sparsa är en insektsart som beskrevs av Jacobi 1928. Francesca sparsa ingår i släktet Francesca och familjen vedstritar. Inga underarter finns listade i Catalogue of Life.